# Groupe épiscopal
 (décembre 2018).

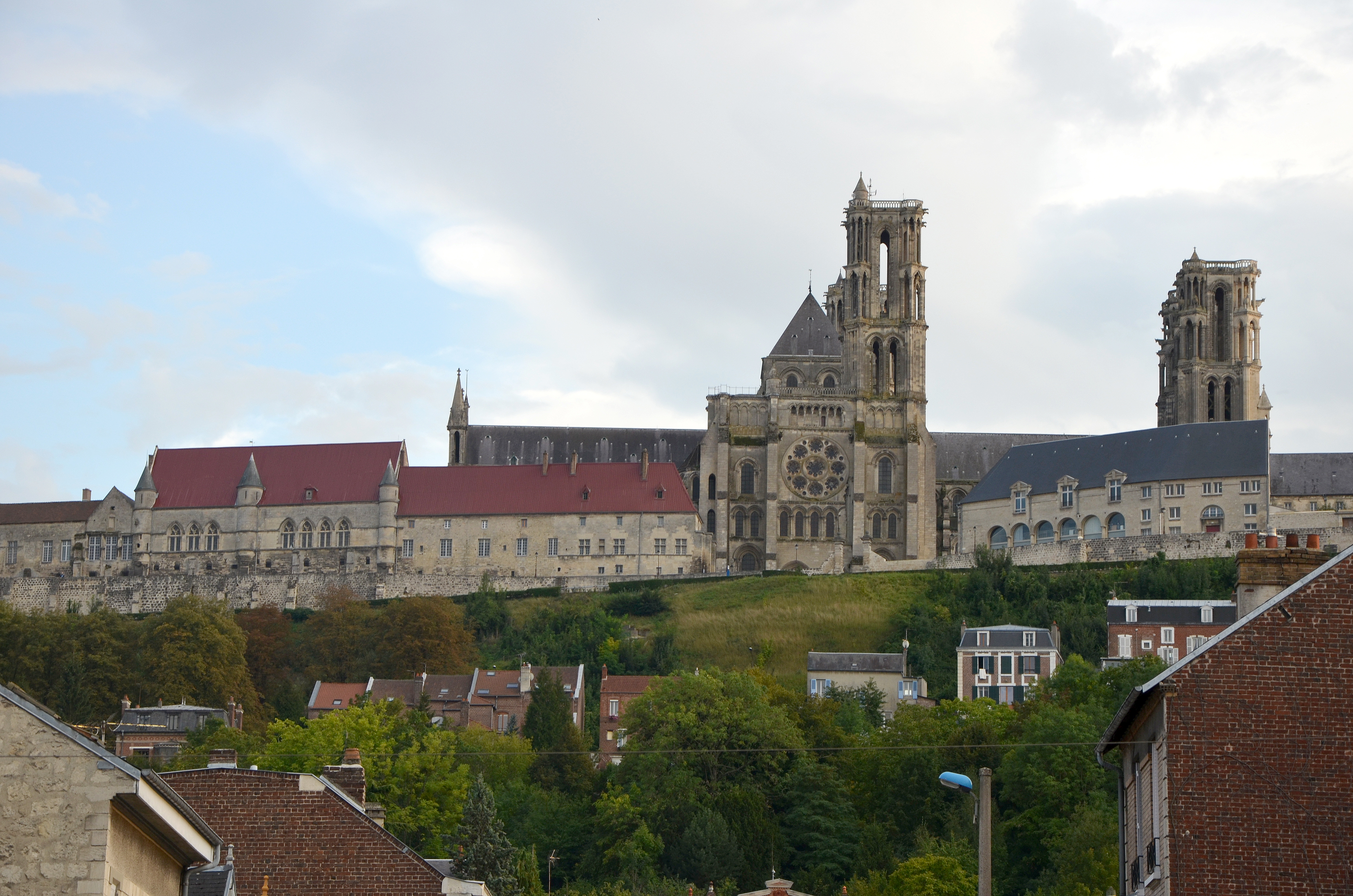
Groupe cathédral de Laon avec son palais épiscopal, sa cathédrale et son hôtel-Dieu.

Un groupe épiscopal ou un groupe cathédral est un quartier dépendant de l'évêque ou des chanoines et dominé par la cathédrale. Il peut comprendre des églises, mais aussi un palais épiscopal, un cloître, des maisons canoniales... Le terme de groupe cathédral désigne un ensemble plus restreint de lieux de culte situés autour de la cathédrale.

## Historique
Au sens strict, les groupes cathédraux existent dans les villes épiscopales de l'Antiquité tardive et du Haut Moyen Âge. Ils sont généralement composés d'un couple d'églises parallèles et d'un baptistère. Les églises adoptent un plan basilical souvent terminé par une abside. Quant aux baptistères, ils sont en général plus petits et carrés, et accueillent une piscine dans laquelle on procède à l'immersion des nouveaux baptisés.
À quelques exceptions, cette disposition disparaît entre le IXe et le XIIe siècle. En 789, Charlemagne entérine une adaptation du baptême, désormais délivré dès l'enfance, par simple aspersion. Le baptistère disparaît, remplacé par de simples fonts baptismaux. Il semble que les incendies provoqués par les invasions scandinaves, hongroises ou sarrasines aient contribué à la destruction de nombreux groupes cathédraux. L'église principale s'impose comme le lieu de culte unique et devient la cathédrale. Cependant, à Lyon, subsistèrent côte à côte jusqu'à la Révolution française, la cathédrale Saint-Jean, l'église sainte-Croix, l'église Saint-Étienne et le baptistère. 
Au XVIe siècle, les guerres de Religion rendent obsolètes les fortifications de la cité médiévale et affectent les quartiers cathédraux. Les deux siècles suivants marquent un certain renouveau de ces quartiers (même s'ils sont associés à une perte de leur identité, comme l'atteste le percement intégral des murs des clôtures pour répondre au désir d'essor du commerce urbain) avant qu'ils ne connaissent un déclin irrémédiable à partir de la Révolution.

## Composants
Un groupe épiscopal se compose généralement de : 
- Cathédrale et éventuellement d'autres lieux de culte annexes (l'ensemble constitue le groupe cathédral proprement dit)
- Parvis de la cathédrale
- Palais épiscopal incluant toujours une chapelle et parfois agrémenté d'un jardin.
- Cimetière
- Maisons des chanoines, qui pouvaient se compter par dizaines si chaque chanoine avait sa demeure[3]. Ces clercs ont en charge la cathédrale et leurs décisions portent aussi sur les édifices du quartier canonial qui regroupe leurs maisons.
- Cloître. Ce nom peut aussi désigner le quartier des maisons canoniales (le cloître Notre-Dame à Paris)
- Maisons des officiers de l'évêché
- École
- Tribunal ecclésiastique (l'officialité)
- Prisons
- Hôtel-Dieu. À Paris, il était plus vaste que la cathédrale.
- Université médiévale
- Baptistère

## Paysage

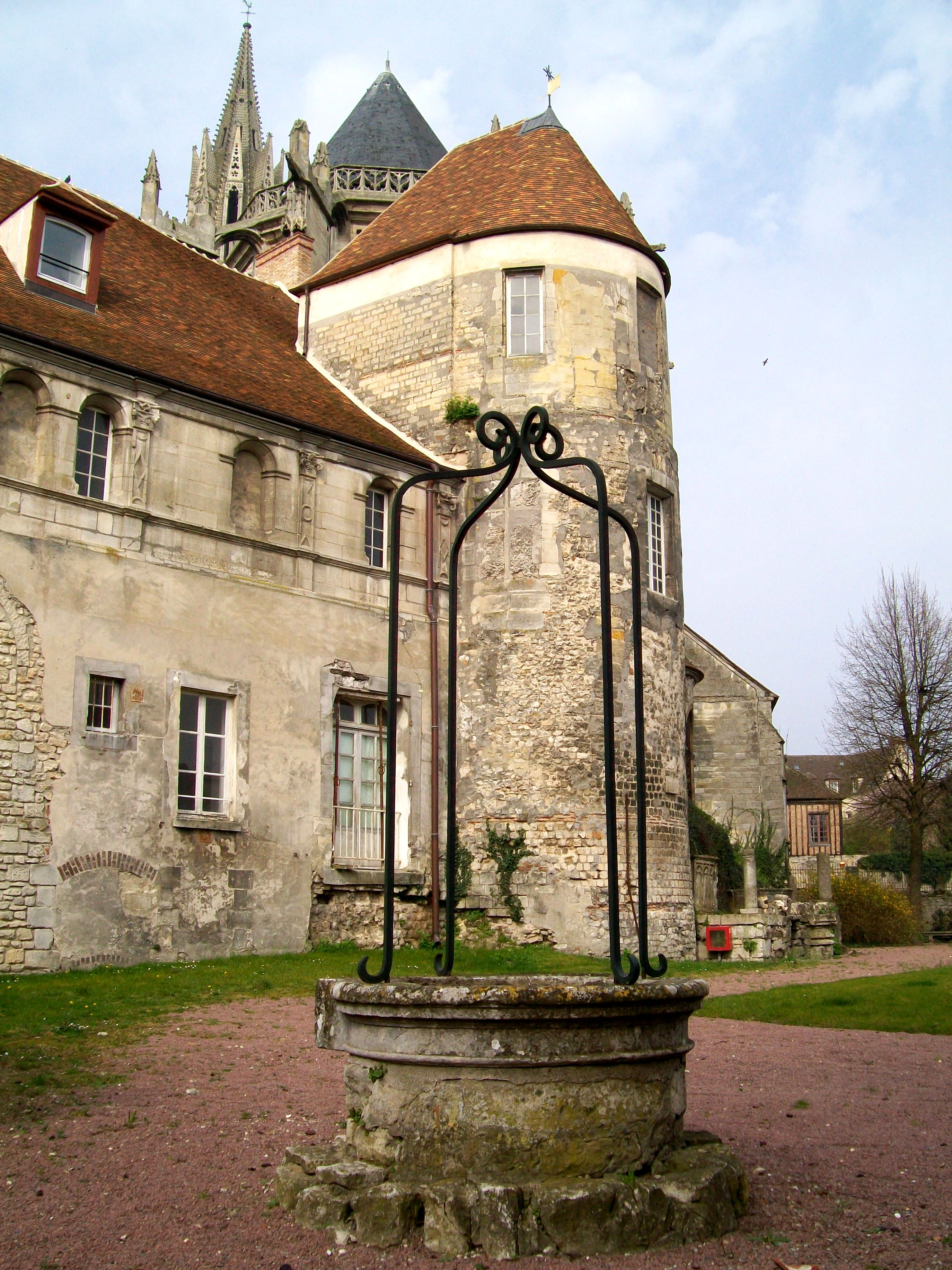
Le palais épiscopal de Senlis est composé d'un long bâtiment adossé à la muraille gallo-romaine dont il réutilise deux tours (ici la « tour des anges » vue depuis le jardin de l'évêché).

Les groupes épiscopaux ont commencé à se constituer pendant l'Antiquité tardive et le haut Moyen Âge, au fur et à mesure de la christianisation des villes. À quelques exceptions (Arles dans un premier temps), ils s'implantent intra-muros, à l'intérieur du castrum, si bien que les villes dominées par le groupe cathédral qui constitue le plus bel ensemble monumental de la cité, se substituent progressivement aux villes romaines centrées autour de leur forum. Comme tous les autres bâtiments du quartier canonial, l'emplacement du palais épiscopal est régi par celui de la cathédrale puis par celui de l'enceinte romaine. Selon le nombre, l'ampleur et la répartition de ces édifices, la physionomie du groupe épiscopal varie et montre une grande diversité d'emplacements, que les données archéologiques et textuelles ne permettent de saisir que partiellement, tant sur le plan fonctionnel que chronologique.
Le quartier forme un complexe monumental dominé par la cathédrale. Le grand nombre de bâtiments qui le composent explique son étendue : à Winchester, il occupait au moins le quart de la superficie urbaine. À Langres, la cathédrale Saint-Mammès, les églises annexes, le long palais épiscopal, l'hôtel-Dieu et la grange dîmière s'étendaient sur la moitié de la ville intra-muros. Au XIe et XIIe siècles, l'extension de certains édifices tels la cathédrale obligea, comme au Mans, à déborder les limites du castrum et donc à abattre une partie de la muraille.
Cité dans la cité, le groupe épiscopal forme un bloc facilement distinguable. Il est souvent délimité par une partie de la muraille du castrum et par la clôture canoniale. Les évêques le fortifient parfois. À Lisieux, au XIVe siècle, en l'absence d'enceinte urbaine, la défense se concentre au niveau du quartier épiscopal enfermé dans une muraille d'où son nom de « Fort l'Évêque ».
« Monde en principe clos, le quartier cathédral n'était en fait qu'une de ces cellules parmi d'autres qui formaient autant d'îlots dans le tissu urbain urbain médiéval (enclos des collégiales ou des monastères urbains, bourgs monastiques, juiverie ».
Aujourd'hui, le groupe épiscopal se distingue beaucoup moins. Beaucoup d'églises ont été abattues, le cimetière aplani et recouvert. Les tribunaux, les prisons, les maisons des chanoines ou des officiers ont perdu leurs occupants et ont trouvé de nouvelles affectations, quand ils n'ont pas été détruits.

## Exemples de groupes cathédraux
- Trèves. L'empereur Constantin est à l'origine de la fondation du groupe cathédral d'où l'importance des deux basiliques (environ 100 m de long). Deux baptistères s'intercalaient entre ces deux églises.
- Genève. Ici l'équipe de l'archéologue Charles Bonnet a entrepris des fouilles exhaustives sous la cathédrale et autour, qui ont permis de bien suivre l'évolution du groupe cathédral. Il naît au IVe siècle et se développe les deux siècles suivants. On a aussi découvert un portique, c'est-à-dire une galerie qui entourait une cour centrale et qui devait servir d'entrée pour le groupe cathédral.
- Lyon. Le groupe cathédral de Lyon regroupe la cathédrale Saint-Jean, l'église sainte-Croix, l'église Saint-Étienne et un baptistère.
- Rouen. Les fouilles archéologiques menées par Jacques Le Maho à partir de 1986 ont permis de retrouver la basilique évoquée par l'évêque Victrice de Rouen dans une homélie. Construite vers 395-396, elle se situait tout près de l'église principale devenue la cathédrale Notre-Dame.
- Grenoble. Contient actuellement la cathédrale, l'église Saint-Hugues, le palais des évêques, et le baptistère
- Saint-Dié-des-Vosges. Bien que l'évêché fut édifié tardivement, le groupe possède encore ses deux églises romanes parallèles, reliées par un cloître ainsi qu'une petite librairie médiévale et son palais épiscopal au Sud.
- Toul. Cathédrale Saint-Étienne de Toul, accolée le long du rempart Nord-Est de la ville médiévale, l'ensemble conserve l'ensemble de ses annexes (cloître, salles capitulaires, librairie...) bien que l'église des fonts baptismaux fut détruite après la Révolution une chapelle Saint-Jean-des-Fonts lui succède à l'Est rendant l'ensemble cohérent et entier. Au Nord se trouve l'ancien palais épiscopal et son vaste jardin.
- Le Puy-en-Velay. L'ensemble contient notamment la cathédrale et son cloitre, un hôtel-Dieu et un baptistère.

## Plans et illustrations

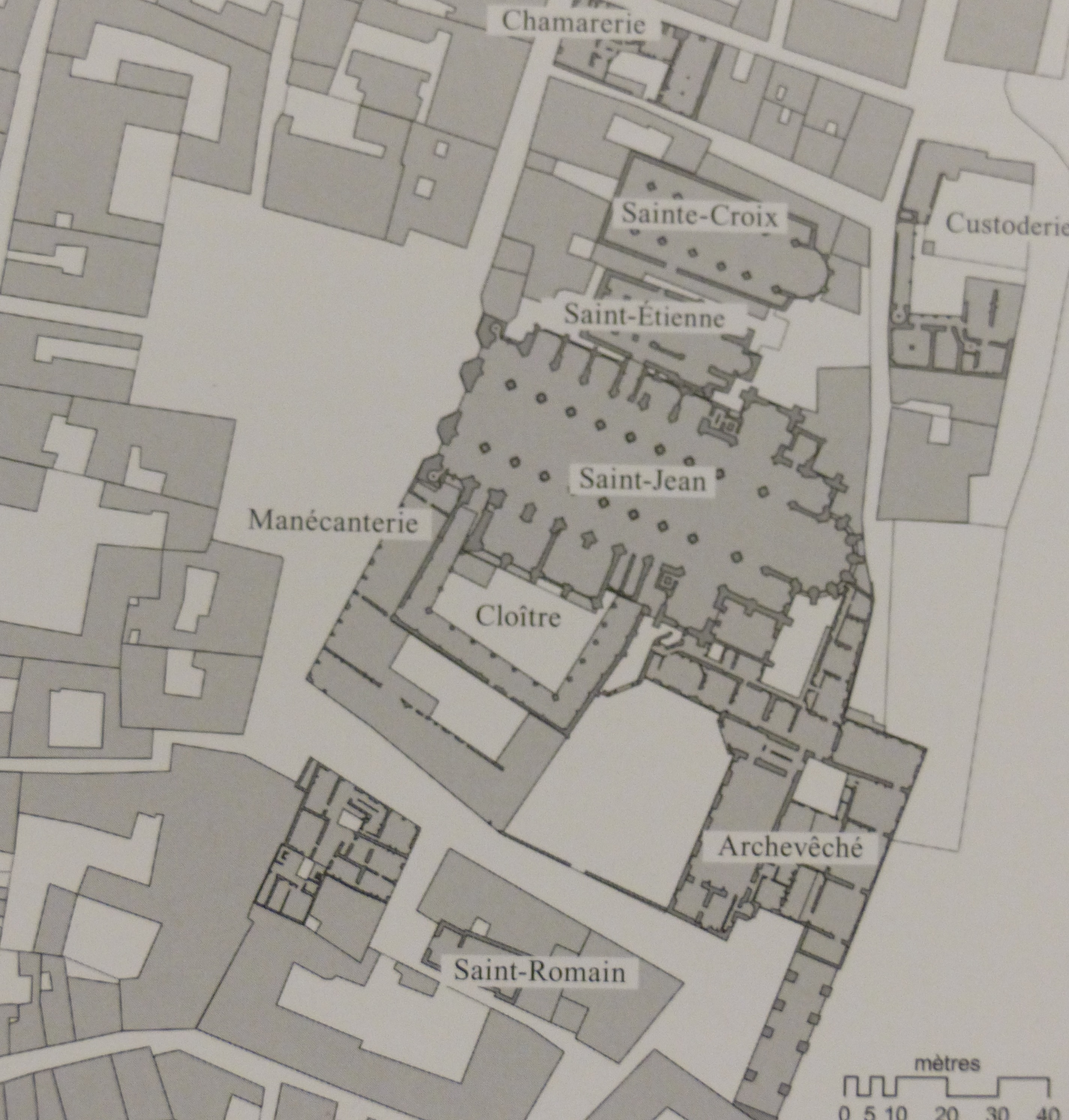
Plan du groupe Cathédral de Lyon, France. 1750, par Bernard Gauthiez.
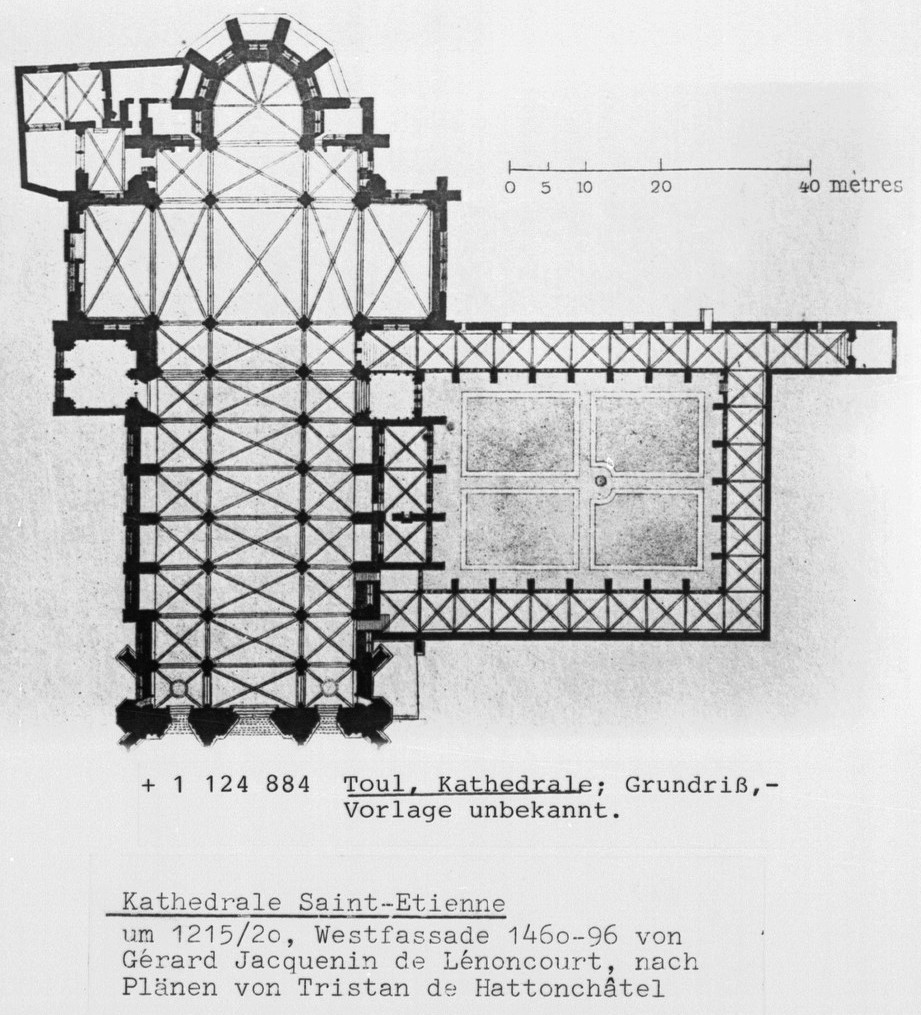
Plan du groupe Cathédral de Toul, France.
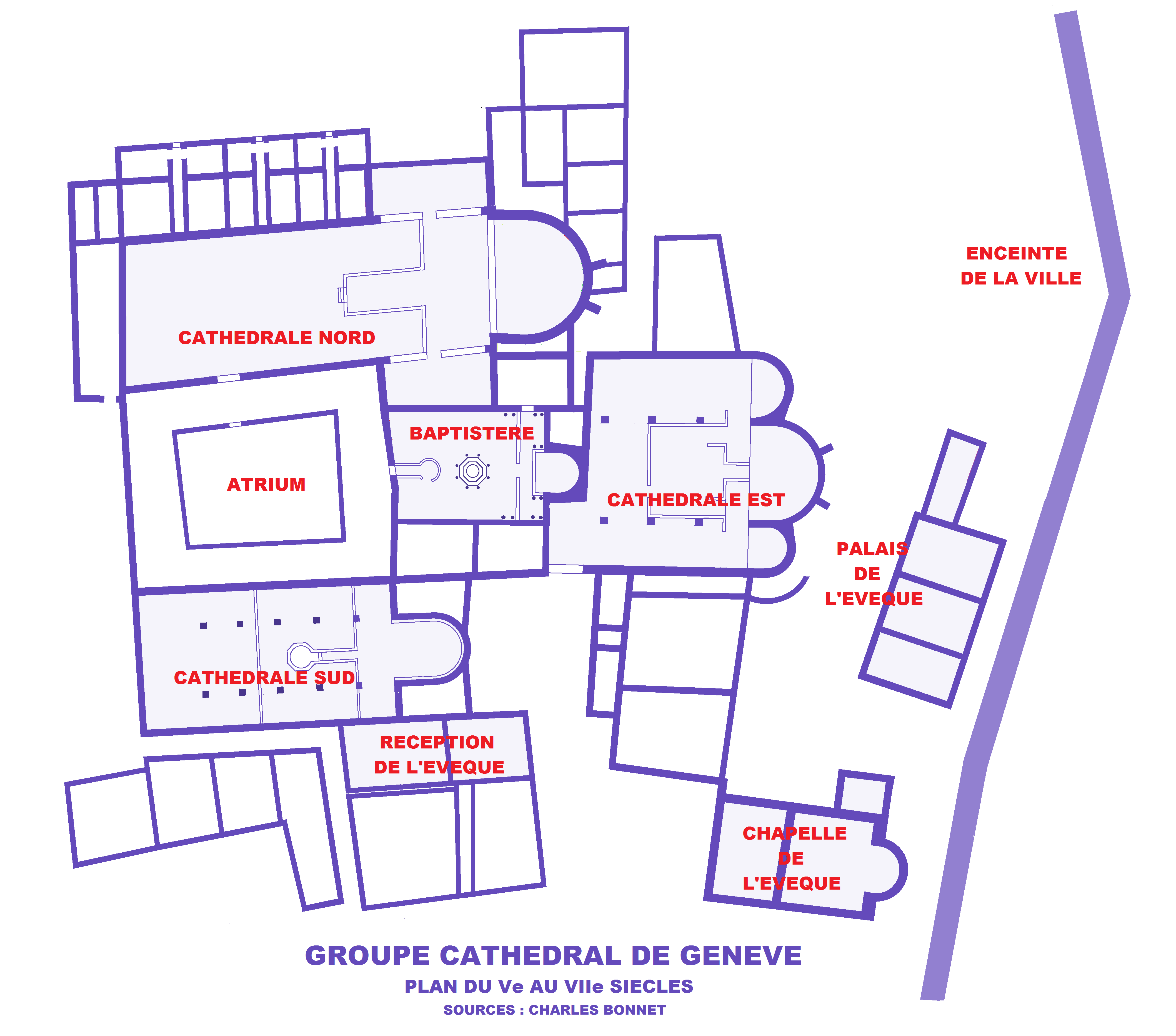
Plan du groupe cathédral de Genève, Suisse.

## Hypothèses
Si le rôle du baptistère est compris (l'évêque était dans les premiers temps du christianisme le seul clerc à donner le baptême), la fonction des deux églises reste discutée. Ce qui est sûr, c'est qu'elles fonctionnent parallèlement, même si l'une est construite plus tôt que l'autre. À Trèves, la basilique sud remonte au début du IVe siècle, celle du nord à la fin du IVe siècle. 
- Dans certains cas, chaque église est utilisée pendant une période de l'année. Ainsi, à Pavie, au IXe siècle, la cathédrale Saint-Étienne est dite « cathédrale d'été » et la cathédrale Sainte-Marie-Majeure, de construction plus récente, « cathédrale d'hiver ».
- L'archéologue Jacques Le Maho pense qu'à Rouen l'église secondaire était une église martyriale, destinée à recevoir des reliques.
- La disposition symboliserait un cycle liturgique. Une église accueillerait les catéchumènes. Après leur baptême à Pâques, ils occuperaient l'autre sanctuaire.
- Une église serait réservée aux femmes, l'autre aux hommes.